# Leiocephalus greenwayi
Leiocephalus greenwayi (лат.) — вид пресмыкающихся из рода масковых игуан. Назван в честь американского орнитолога Джеймса Гринуэя.

## Ареал
Leiocephalus greenwayi является эндемиком Багамских Островов, из которых населяет только два небольших южных острова, вместе известные как Plana Cays. По другим данным, этот вид обитает только на восточном из этих двух островков, что означает максимальный размер ареала 4.65 км², большая часть которого покрыта песком непригодным для обитания этого вида, который предпочитает плотный кустарник. Исходя из этого реальная площадь ареала оценивается Leiocephalus greenwayi как 1 км² в лучшем случае.

## Охрана
Восточный остров Plana Cay не имеет постоянного населения, но служит объектом туризма. Основной угрозой для данного вида является случайная интродукция млекопитающих хищников (например, кошек), которых до сих пор не существовало на острове. В свете небольшой площади ареала, предположительно появление на острове таких хищников очень быстро поставит этот вид на грань вымирания. В свете этого Багамский национальный трест прилагает усилия для превращения восточного острова в охраняемую зону.